# 天使は瞳の中に
『天使は瞳の中に』（てんしはひとみのなかに）は、田村ゆかりの1stアルバム。2001年7月4日にKONAMIから発売された。

## 概要
- 「プロローグ〜lalala…〜」を再生中に50秒ほどCDプレーヤーの巻き戻し操作を行うことで通常では再生できない隠しトラックを再生できる、この別versionがシングル『summer melody』にも隠しトラックとして収録されている。
- 作詞のクレジットにある花梨とはこのアルバム制作時に期間限定で結成された作詞のプロジェクトである。当時は曲によってメンバーが違うのだが、田村本人は必ずメンバーの中にいると語っていた。後に2007年に発売されたベストアルバム『Sincerely Dears...』の「summer melody」のライナーノーツの中で田村とポアロの伊福部崇の共作ペンネームだったことが判明した。なお歌詞を書いていたのは半分以上が伊福部だった。

## 収録曲
1. プロローグ〜lalala・・・〜
作詞：花梨、作曲・編曲：Acryl Vox
2. summer melody -album version-
作詞：花梨、作曲・編曲：Acryl Vox
3. まっすぐな心
作詞：水沢晶子、作曲：pri、編曲：pri・Acryl Vox
4. 春色の風、今も・・・。
作詞：花梨、作曲・編曲：Acryl Vox
5. in the Oak wood
作詞：古賀美穂、作曲：KUZUKI、編曲：佐藤鷹
6. スマイル スマイル
作詞・作曲：みなみまゆみ、編曲：Acryl Vox
7. 天使じゃなくても
作詞：水沢晶子、作曲：miso、編曲：miso・Acryl Vox
8. あの夏を忘れない
作詞：花梨、作曲：pri、編曲：pri・Acryl Vox
9. A Day Of Little Girl〜姫とウサギとおしゃべりこねこ〜 -album version-
作詞：花梨、作曲：pri、編曲：佐藤鷹
10. 青空にあいたい -album version-
作詞：花梨、作曲・編曲：Acryl Vox
11. エピローグ
作詞・作曲・編曲：Acryl Vox